# مانيواكي (كيبك)
مانيواكي (بالإنجليزية: Maniwaki)‏ هي بلدية محلية في كيبيك تقع في كندا في La Vallée-de-la-Gatineau Regional County Municipality. يقدر عدد سكانها بـ 3,930 نسمة ومساحتها 8.80 كم2 .

## أعلام
- غيليس كارل